# Anisakis simplex
Anisakis simplex, conhecido como verme do arenque é uma das espécies de nematóides do gênero Anisakis, que vive em peixes do oceano como o arenque e o bacalhau (Gadus morhua). Infecções humanas podem causar graves cólicas abdominais.
O verme perfura através da mucosa gástrica e intestinal, causando os sintomas da anisaquíase.

## Leitura complementar
- Baylis, H. A. (6 de abril de 2009). «On the Classification of the Ascabidae. I.— The Systematic value of certain characters of the alimentary canal». Parasitology. 12 (3): 253–264. doi:10.1017/S0031182000014220
- Johnston, T. Harvey; Mawson, Patricia M. (1942). «Remarks on some parasitic nematodes». Records of the South Australian Museum. 7 (2): 183
- Baylis, H. A. (1932). «A list of worms parasitic in Cetacea». Discovery Reports. 6: 402